# غرايم هايوارد
غرايم هايوارد هو سائق سباق كندي، ولد في 1929، وتوفي في 4 يوليو 2013.